# Астрагал ненадёжный
Астрага́л ненадёжный (лат. Astragálus haesitabundus) — вид травянистых растений рода Астрагал (лат. Astragalus) семейства Бобовые (лат. Fabaceae).

## Ботаническое описание
Реликт. Травянистое многолетнее растений до 50 см высоты. Листья состоят из 5—7 пар линейно-продолговатых листочков с треугольно-ланцетными прилистниками. Соцветие — рыхлая многоцветковая кисть. Венчик ярко-фиолетового цвета, до 20 мм длины. Плод — немного изогнутый боб серого цвета, до 4 см длиной, с широкой бороздой на брюшной стороне.

## Экология и распространение
Обитает на каменистых склонах среднегорий.
Обитает в Восточном Предкавказье и в центральной части Северного Кавказа.

## Охранный статус
Занесён в Красную книгу Ставропольского края. Вымирает в связи с нарушением мест обитания, низкой численностью.